# Cascade de La Paz
La chute La Paz est une cascade du centre du Costa Rica. Elle se trouve à 31 kilomètres au nord de Alajuela, entre Vara Blanca et Cinchona.
La rivière La Paz forme des sauts successifs après avoir parcouru 8 kilomètres de terres volcaniques, et plus loin traverse la forêt de la pente orientale du volcan Poás. Un court sentier suit la rivière, jusqu'à un petit sanctuaire qui a été établi. Le cours aval de la cascade est appelé Jardins de la Catarata La Paz, un hôtel et un parc, ou les visiteurs peuvent observer différentes espèces de la faune locale.
La cascade et ses alentours furent sévèrement touchés par un tremblement de terre de 6,1 sur l'échelle de Richter le 8 janvier 2009.